# Рижская архиепархия (католическая)
Рижская архиепархия (лат. Archidioecesis Rigensis, латыш. Rīgas arhidiecēze) — архиепархия Римско-Католической церкви с центром в городе Риге, Латвия. В рижскую митрополию входят Лиепайская, Елгавская и Резекненско-Аглонская епархии. Кафедральным собором епархии Рижской архиепархии является церковь святого Иакова в Риге.

## История
В 1186 году Святой Престол учредил епархию Ливонии. Центр этой епархии располагался в городе Икшкиле, где святой Мейнард фон Зегеберг построил первую католическую церковь в Ливонии. Епархия Ливонии входила в то время в митрополию Бремена. Второй епископ епархии Ливонии цистерцианец Бертольд Шульте перенёс кафедру епархии в Ригу. В 1202 году рижский епископ Альберт Буксгевден основал военный орден меченосцев для обращения местных жителей в католицизм. В 1251 году в епархию Ливонии были включены земли упразднённой епархии Семигалии.
В 1253 году Святой Престол учредил в Ливонии новые епархии и образовал отдельную Рижскую архиепархию. 20 января 1255 года Римский папа Александр IV издал буллу «Primatuum cathedras», которой подтвердил статус Рижской митрополии с присоединением к ней несколько епархий. В письме от 19 марта 1310 года Римского папы Климента V упоминается 14 епархий, входивших в Рижскую митрополию.
В средние века рижские архиепископы имели церковную и светскую власть. В это время Рига была центром Рижского архиепископства.
В 1561 году государственной религией в Ливонии стало лютеранство и рижская архиепархия в 1563 году была упразднена, а её территория была передана епархиям Хелмно, Курляндии, Эзель-Викса, Помезании, Самбии, Дерпта, Ревеля и Вармии.
22 сентября 1918 года рижская епархия была восстановлена. В это время рижская архиепархия распространяла свою юрисдикцию на всю территорию Латвии и Эстонии. В 1920 году к рижской архиепархии была присоединена часть территории Каунасской епархии.
25 октября 1923 года Конгрегация по делам епископов издала декрет «Quum dioecesis Rigensis», которым возвела рижскую епархию в ранг архиепархии. После референдума, состоявшегося 2 сентября 1923 года лютеранская церковь святого Иакова в Риге была передана Римско-Католической церкви и этот храм стал кафедральным собором рижской архиепархии.
1 ноября 1924 года Рижская архиепархия передала часть своей территории новой апостольской администратуре Эстонии.
8 мая 1937 года Рижская архиепархия передала часть своей территории для образования новой Лиепайской епархии.
С 1958 по 1991 год кафедра рижской архиепархии была вакантной.
2 декабря 2005 года Рижская архиепархия передала часть своей территории для образования новой Резекненско-Аглонской епархии.

## Ординарии
- епископ Эдуард О'Рурк (29.09.1918 — 10.04.1920);
- епископ Антоний Спрингович (14.04.1920 — 1.10.1958);
  - Sede vacante (1958—1991);
  - кардинал Юлиан Вайводс (10.11.1964 — 23.05.1990) — апостольский администратор;
  - епископ Янис Цакулс (23.05.1990 — 8.05.1991) — апостольский администратор;
- кардинал Янис Пуятс (8.05.1991 — 19.06.2010);
- архиепископ Збигнев Станкевич (19.06.2010 — по настоящее время).